# Uchū Sentai Kyūranger
Zyuohgers Lupinrangers VS Patrangers
Uchū Sentai Kyūranger (宇宙戦隊キュウレンジャー, Uchū Sentai Kyūrenjā, littéralement Kyuranger, l'escadron de l'espace) est une série télévisée japonaise du genre sentai créée en 2017.

## Synopsis
L'histoire se déroule dans le futur, les 88 constellations sont sous l'oppression d'une organisation maléfique du nom de Jark Matter. Neuf sauveurs suprêmes sont choisis par les Kyutamas pour devenir les Kyurangers qui ont pour mission de libérer les planètes de Jark Matter. Chaque Kyuranger représentent la constellation d'où il vient.
Il existe 2 types de membres dans l'équipe :
Les Humains : Lucky, l'aventurier le plus chanceux de tous, Stinger, le guerrier mystérieux mais célèbre, Naga-Rey, le jeune voyageur né sans émotion, Hammy, la ninja de l'espace et Spada, un homme d'âge mûr qui veut devenir le meilleur cuisinier de l'univers.
Les non-Humains : Garu, l'homme-loup hanté par la mort de ses compagnons, Champ, robot champion de catch recherchant la vengeance , Balance, la forme de vie mécanique filoute, Raptor 283, l'androïde pilote et Xiao Longpao, le commandant et mentor dragon.

## Personnages

### Kyūrangers
| Acteur/Voix                                        | Personnage                                                   | Senshi                                                     | Épithète                                           | Constellation                         |
| -------------------------------------------------- | ------------------------------------------------------------ | ---------------------------------------------------------- | -------------------------------------------------- | ------------------------------------- |
| Takumi Kizu (岐洲 匠, Kizu Takumi)                 | Lucky (ラッキー, Rakkī)                                      | Shishi Red (シシレッド, Shishi Reddo)                      | Super Star (スーパースター, Sūpā Sutā)             | Lion (獅子座, Shishi-za)              |
| Takumi Kizu (岐洲 匠, Kizu Takumi)                 | Lucky (ラッキー, Rakkī)                                      | Shishi Red Orion (シシレッドオリオン, Shishi Reddo Orion)  | Miracle Star (ミラクルスター, Mirakuru Sutā)       | Orion (オリオン座, Orion-za)          |
| Yōsuke Kishi (岸 洋佑, Kishi Yōsuke)               | Stinger (スティンガー, Sutingā)                              | Sasori Orange (サソリオレンジ, Sasori Orenji)              | Poison Star (ポイズンスター, Poizun Sutā)          | Scorpion (蠍座, Sasori-za)            |
| Kazuya Nakai (中井 和哉, Nakai Kazuya) (Voix)      | Garu (ガル, Garu)                                            | Ôkami Blue (オオカミブルー, Ōkami Burū)                    | Beast Star (ビーストスター, Bīsuto Sutā)           | Loup (狼座, Ōkami-za)                 |
| Yūki Ono (小野 友樹, Ono Yūki) (Voix)              | Balance (バランス, Baransu)                                  | Tenbin Gold (テンビンゴールド, Tenbin Gōrudo)              | Trick Star (トリックスター, Torikku Sutā)          | Balance (天秤座, Tenbin-za)           |
| Akio Ōtsuka (大塚 明夫, Ōtsuka Akio) (Voix)        | Champ (チャンプ, Chanpu)                                     | Oushi Black (オウシブラック, Oushi Burakku)                | Ring Star (リングスター, Ringu Sutā)               | Taureau (牡牛座, Oushi-za)            |
| Tamaki Yamazaki (山崎 大輝, Yamazaki Taiki)        | Naga Ray (ナーガ レイ, Nāga Rei)                             | Hebitsukai Silver (ヘビツカイシルバー, Hebitsukai Shirubā) | Silent Star (サイレントスター, Sairento Sutā)      | Serpentaire (蛇使い座, Hebitsukai-za) |
| Sakurako Okubo (大久保 桜子, Ōkubo Sakurako)       | Hammy (ハミィ, Hamī)                                         | Chameleon Green (カメレオングリーン, Kamereon Gurīn)       | Shinobi Star (シノビスター, Shinobi Sutā)          | Caméléon (カメレオン座, Kamereon-za)  |
| Mao Ichimichi (市道 真央, Ichimichi Mao) (Voix)    | Raptor 283 (ラプタータイプ283, Raputā Taipu Ni-hachi-san)    | Washi Pink (ワシピンク, Washi Pinku)                       | Speed Star (スピードスター, Supīdo Sutā)           | Aigle (鷲座, Washi-za)                |
| Tetsuji Sakakibara (榊原 徹士, Sakakibara Tetsuji) | Spada (スパダ, Supada)                                       | Kajiki Yellow (カジキイエロー, Kajiki Ierō)                | Food Mei-Star (フードマイスター, Fūdo Mai-Sutā)    | Espadon (旗魚座, Kajiki-za)           |
| Hiroshi Kamiya (神谷 浩史, Kamiya Hiroshi) (Voix)  | Shô Ronpô (ショウ・ロンポー, Shō Ronpō) (épisodes 3-48)      | Ryu Commander (リュウコマンダー, Ryū Komandā)              | Dragon Ma-Star (ドラゴンマスター, Doragon Ma-Sutā) | Dragon (竜座, Ryū-za)                 |
| Shōta Taguchi (田口 翔大, Taguchi Shōta)           | Kotarô Sakuma (佐久間 小太郎, Sakuma Kotarō) (épisodes 9-48) | Koguma Sky Blue (コグマスカイブルー, Koguma Sukaiburū)     | Big Star (ビッグスター, Biggu Sutā)                | Petite Ourse (小熊座, Koguma-za)      |
| Keisuke Minami (南 圭介, Minami Keisuke)           | Tsurugi Ohtori (鳳 ツルギ, Ōtori Tsurugi) (épisodes 21-48)   | Hôô Soldier (ホウオウソルジャー, Hōō Sorujā)               | Space Bu-Star (スペースバスター, Supēsu Ba-Sutā)   | Phénix (鳳凰座, Hōō-za)               |

### Kamen Riders
| Acteur         | Personnage   | Kamen Rider         | Thèmes                                                                  | Arsenal |
| -------------- | ------------ | ------------------- | ----------------------------------------------------------------------- | --- |
| Hiroki Iijima  | Emu Hojo     | Kamen Rider Ex-Aid  | Jeux de plate-forme, Jeux de combat de robots, Jeux de combat de mechas | Gamer Driver, Mighty Action X Gashat, Gekitotsu Robots Gashat, Mighty Brothers XX Double Gashat, Maximum Mighty X Gashat |
| Toshiki Seto   | Hiiro Kagami | Kamen Rider Brave   | Jeux de rôle, Jeux de rythme                                            | Gamer Driver, Taddle Quest Gashat, Doremifa Beat Gashat, Gashat Gear Dual β                                              |
| Ukyo Matsumoto | Taiga Hanaya | Kamen Rider Snipe   | Jeu de tir à la première personne, Shoot 'em up                         | Gamer Driver, Bang Bang Shooting Gashat, Jet Combat Gashat, Drago Knight Hunter Z Gashat                                 |
| Shouma Kai     | Parado       | Kamen Rider Para-DX | Jeux de puzzle, Jeux de combat                                          | Gashat Gear Dual |

### Space Squad
| Acteur           | Personnage               | Senshi                   | Numero | Dekamachine              |
| ---------------- | ------------------------ | ------------------------ | ------ | ------------------------ |
| Ryuuji Sainei    | Banban "Ban" Akaza       | Deka Red                 | 1      | Dekamachine Patstriker   |
| Tsuyoshi Hayashi | Houji "Hoji" Tomasu      | Deka Blue                | 2      | PatWing 2                |
| Yousuke Itou     | Senichi "Sen-chan" Enari | Deka Green               | 3      | PatWing 3                |
| Ayumi Kinoshita  | Marika "Jasmine" Reimon  | Deka yellow              | 4      | PatWing 4                |
| Mika Kikuchi     | Koume "Umeko" Kodou      | Deka Pink                | 5      | PatWing 5                |
| Tomokazu Yoshida | Tekkan "Tetsu" Aira      | Deka Break               | 6      | PatWing 1                |
| Yuma Ishigaki    | Geki Jumonji             | Uchuu Keiji Gavan Type G |        | Electronic Starbeast Dol |

Les Dekarangers sont les héros de la série Sentai de 2004 Tokusō Sentai Dekaranger. Uchuu Keiji Gavan est la série metal heroes de 1982, importée en France sous le nom X-Or.

### Alliés
- Xiao Longpao : Xiao est un extra-terrestre à tête de dragon, il est le commandant et mentor des Kyūranger. Il se comporte comme s'il était le plus fort des Hommes forts, alors qu’il n'est en réalité qu'un vieillard gentil et poli.

## Arsenal

### Équipements
- Kyutama : Il s'agit de petits globes qui s'illuminent lorsqu'on les fait tourner. C'est de ces objets que vient le pouvoir des Kyurangers. Il en existe 88 et chaque Kyutama représente une constellation.
  - Les 12 Kyutama correspondant aux constellations des Kyurangers : permettent aux Kyurangers de revêtir leur tenue de Kyuranger, d'utiliser une attaque spéciale appelée galaxy, de faire venir à eux leur vaisseau respectif, de combiner leurs vaisseaux entre eux, et d'utiliser leur galaxy depuis leur vaisseau.
  - Les autres Kyutama : permettent d'utiliser un pouvoir temporaire
- Hikari Kyutama : Il s'agit d'une double Kyutama qui tire sa puissance du soleil et de la lune. Elle servira de power-up à Shishi Red et à Chameleon Green.
- Seiza Blaster : Il s'agit d'un gantelet, avec un canon posé dessus, qui permet aux Kyurangers de se transformer. Il possède 6 modes qui seront activés par la Kyutama qui sera posée dessus.
- Ryutsueder : Il s'agit de la canne de Xiao Longpao qui lui permettra de se transformer en Ryu Commander.

### Armes
- Kyuza Weapon : Il s'agit des armes des Kyurangers. Il peut prendre 9 formes différentes et chaque Kyuranger a un mode favori :
  - Kyu Sword : La forme épée, principalement utilisée par Shishi Red.
  - Kyu Spear : La forme lance, principalement utilisée par Sasori Orange.
  - Kyu Claw : La forme griffe, principalement utilisée par Okami Blue.
  - Kyu Crossbow : La forme arbalète, principalement utilisée par Tenbin Gold.
  - Kyu Axe : La forme hache, principalement utilisée par Oushi Black.
  - Kyu Sickle : La forme faux, principalement utilisée par Hebitsukai Silver.
  - Kyu Rapier : La forme rapière, principalement utilisée par Chameleon Green.
  - Kyu Shot : La forme pistolet, principalement utilisée par Washi Pink.
  - Kyu Slasher : La forme trancheur, principalement utilisée par Kajiki Yellow.

### Mechas
- Orion (オリオン号, Orion-gō?) (épisodes 1-32, 44) : Vaisseau principal de l'équipe. Son nom complet est « Offensive Resistance Interstellar Orbiter of REBELLION ».
  - Shishi Voyager (シシボイジャー, Shishi Boijā?) : Le vaisseau piloté par Shishi Red.
  - Sasori Voyager (サソリボイジャー, Sasori Boijā?) : Le vaisseau piloté par Sasori Orange.
  - Ôkami Voyager (オオカミボイジャー, Ōkami Boijā?) : Le vaisseau piloté par Okami Blue.
  - Tenbin Voyager (テンビンボイジャー, Tenbin Boijā?) : Le vaisseau piloté par Tenbin Gold.
  - Oushi Voyager (オウシボイジャー, Oushi Boijā?) : Le vaisseau piloté par Oushi Black.
  - Hebitsukai Voyager (ヘビツカイボイジャー, Hebitsukai Boijā?) : Le vaisseau piloté par Hebitsukai Silver.
  - Chameleon Voyager (カメレオンボイジャー, Kamereon Boijā?) : Le vaisseau piloté par Chameleon Green.
  - Washi Voyager (ワシボイジャー, Washi Boijā?) : Le vaisseau piloté par Washi Pink.
  - Kajiki Voyager (カジキボイジャー, Kajiki Boijā?) : Le vaisseau piloté par Kajiki Yellow.
  - Ryu Voyager (竜ボイジャー, Ryū Boijā?) : Le vaisseau piloté par Ryu Commander.
  - Koguma Voyager (コグマボイジャー, Koguma Boijā?) et Ôguma Voyager (オオグマボイジャー, Ōguma Boijā?) : Les vaisseaux pilotés par Koguma Sky Blue et Ohguma Sky Blue.
  - Hôô Voyager (ホウオウボイジャー, Hōō Boijā?) (épisodes 22, 23-26, 29-35, 37-38, 40-45, 48) :
  - Hôô Station (ホウオウステーション, Hōō Sutēshon?) (épisodes 22, 23-26, 29-35, 37, 40-43, 48) :
  - Hôô Base (ホウオウベース, Hōō Bēsu?) (épisodes 22-26, 31-32, 40, 42-43, 48) :
  - Kojishi Voyager (コジシボイジャー, Kojishi Boijā?) (épisodes 36-37, 39, 41-44, 46) :
  - Cerberus Voyager (ケルベロスボイジャー, Keruberosu Boijā?) (Uchu Sentai Kyuranger The Movie: The Geth Indaver's Counterattack) :
  - Super Shishi Voyager (スーパーシシボイジャー, Sūpā Shishi Boijā?) (épisodes 36-37, 39, 41, 44, 46) : Combinaison de Kojishi Voyager, Shishi Voyager, Ôkami Kyutama, Ôshi Kyutama, Chameleon Kyutama et Kajiki Kyutama.
  - Orion Voyager (オリオンボイジャー, Orion Boijā?) (épisodes 33-48) :
  - Battle Orion Ship (バトルオリオンシップ, Batoru Orion Shippu?) (épisodes 32-48) :
- KyurenOh (キュウレンオー, Kyūren'ō?) : Un des principaux mechas des Kyurangers. Pour le former, les Kyurangers doivent utiliser cinq des neuf vaisseaux de l'équipe. Les combinaisons sont très variées ; le corps sera toujours représenté par le vaisseau de Shishi Red, mais les autres peuvent autant avoir la place de jambe que de bras.
- RyuteiOh (リュウテイオー, Ryūtei'ō?) : Ryu Voyager peut se combiner à divers autres Voyagers pour former ce mecha.
- Ryutei KyurenOh (リュウテイキュウレンオー, Ryūtei Kyūren'ō?) : Combinaison de KyurenOh et RyuteiOh.
- Gigant Hôô (ギガントホウオー, Giganto Hōō?) (épisodes 22-23, 26, 29, 30, 33-35, 37, 41, 42) : Combinaison de Hôô Voyager et de Hôô Station.
- Super KyurenOh (スーパーキュウレンオー, Sūpā Kyūren'ō?) :
- Orion Battler (オリオンバトラー, Orion Batorā?) (épisodes 33-48) : Combinaison d'Orion Voyager et de Battle Orion Ship.
- Kyutamajin (キュータマジン, Kyūtamajin?) (épisodes 24-26, 31-32, 40, 42-43, 48) : Combinaison de Shishi Voyager, Sasori Kyutama, Ôkami Kyutama, Tenbin Kyutama, Ôshi Kyutama, Hebitsukai Kyutama, Chameleon Kyutama, Washi Kyutama, Kajiki Kyutama, Ryu Kyutama, Koguma Kyutama, Hôô Voyager, Hôô Station

et Hôô Base.
- Cerberios (ケルベリオス, Keruberiosu?) (Uchu Sentai Kyuranger The Movie: The Geth Indaver's Counterattack) : Combinaison de Cerberus Voyager, Oushi Voyager, Hebitsukai Voyager, Chameleon Voyager et Kajiki Voyager.

## Épisodes
1. Space.1 : Les super étoiles de l'espace (宇宙一のスーパスターUchuichi no Supā Sutā )
2. Space.2 : C'est parti ! L'équipe Phantom Thief BN ! (いくぜっ！怪盗BN団Iku ze! Kaitō BN-dan )
3. Space.3 : L'homme de l'étoile du désert (砂漠の星からきた男Sabaku no Hoshi kara Kita Otoko )
4. Android rêveur (夢みるアンドロイド, Yumemiru Andoroido?)
5. Space.5 : 9 Sauveurs ultimes ( 9人の究極の救世主Kyūnin no Kyūkyoku no Kyūseishu )
6. Espace.6 : Rabat ! Étoile dansante (は ば た け！ ダ ン シ ン グ ス タ ーHabatake! Dansshingu Sutā )
7. Space.7 : Reprenez l'anniversaire ! (誕生日をとりもどせ！Tanjōbi wo Torimodose ! )
8. Space.8 : Le secret du commandant Shou Ronpo (司令官ショウ・ロンポーの秘密Shireikan Shō Ronpō no Himitsu )
9. Espace.9 : Brûlez ! Maître Dragon (燃 え よ！ ド ラ ゴ ン マ ス タ ーMoeyo! Doragon Masutā )
10. Space.10 : Un petit géant, une grande étoile ! (小さな巨人、ビッグスター！Chīsana Kyojin, Biggusutā ! )
11. Space.11 : Trois Kyutama pour sauver l'univers (宇宙を救う3つのキュータマUchū O Sukū Mittsu no Kyūtama )
12. Space.12 : 11 Ultimate All-Stars ( １１人の究極のオールスターJū Ichi-ri no Kyūkyoku no Ōrusutā )
13. Space.13 : Le défi de Stinger à son frère ! (スティンガー、兄への挑戦！Sutingā, Ani e no Chōsen )
14. Espace.14 : Passionnant ! Château du Palais du Dragon de l'Espace ! (おどる！宇宙龍宮城！Odoru! Uchū Ryūgū-jō )
15. Space.15 : Sauveur de la planète aquatique Vela (海の惑星ベラの救世主Umi no Wakusei Bera no Kyūseishu )
16. Space.16 : Les retrouvailles de Stinger avec son frère (スティンガー、兄との再会Sutingā, Ani to no Saikai )
17. Space.17 : Illuminer le Dôme des Ténèbres ! (闇のドームを照らしタイヨウ！Yami no Dōmu wo Terashitayō )
18. Space.18 : envoi d'urgence ! Héros de l'espace ! (緊急出動！スペースヒーロー！Kinkyū Shutsudō ! Supēsu Hīrō ! )
19. Space.19 : L'elfe de la planète forestière Keel (森の惑星キールの精霊Mori no Wakusei Kiiru no Seiren )
20. Space.20 : Stinger VS Scorpion (スティンガーVSスコルピオSutingā VS Sukorupio )
21. Space.21 : Adieu Scorpion ! Le jour où l'Argo renaît ! (さらばスコルピオ！アルゴ船、復活の時！Saraba Sukorupio ! Arugo-sen, Fukkatsu no Toki ! )
22. Space.22 : Véritable identité du Sauveur légendaire (伝説の救世主の正体Densetsu no Kyūseishu no Shōtai )
23. Space.23 : Devenez mon bouclier ! (俺様の盾になれ! Oresama no Tate ni Nare! )
24. Space.24 : Je serai un bouclier pour combattre ! (俺 は 戦 う 盾 に な る! Ore wa Tatakau Tate ni Naru! )
25. Space.25 : Planète Toki, la détermination du garçon ! (惑星トキ、少年の決意！Wakusei Toki, Shōnen no Ketsui ! )
26. Space.26 : Guerrier des Ténèbres, Hebitsukai Metal (闇の戦士、ヘビツカイメタルYami no Senshi, Hebitsukai Metaru )
27. Space.27 : Indaver panique au sein d'Orion !? (オリオン号でインダベーパニック！？Orion Go de Indabē Panikku !? )
28. Space.28 : BN Thieves, Breakup... (怪盗ＢＮ団、解散… Kaitō Bī Enu-dan, Kaisan... )
29. Space.29 : Le guerrier le plus puissant du système Orion (オリオン座、最強の戦士Orion-za, Saikyō no Senshi )
30. Espace.30 : Très bien ! Le Kyutama miraculeux (ヨッシャ！奇跡のキュータマYossha ! Kiseki no Kyūtama )
31. Space.31 : La grande stratégie de reconquête de Naga ! (ナ ー ガ奪還大作戦! Dakkan Dai Sakusen de Nāga! )
32. Space.32 : Orion, pour toujours (オリオン号よ、永遠にOrion-gō Yo, Eien Ni )
33. Space.33 : Lancez-vous ! Navire de combat Orion (発進！バトルオリオンシップHasshin! Batoru Orion Shippu )
34. Space.34 : Un mystérieux guerrier masqué apparaît (謎の覆面戦士、現るNazo no Fukumen Senshi, Arawaru )
35. Space.35 : Le secret de l'idole n°1 de l'univers (宇宙No.1アイドルの秘密Uchū No. 1 Aidoru no Himitsu )
36. Space.36 : La légende qui dort dans le monde natal de Lucky (ラッキーの故郷に眠る伝説Rakkī No Furusato Ni Nemuru Densetsu )
37. Space.37 : Les retrouvailles de Lucky avec son père (ラッキー、父との再会Rakkī, Chichi To No Saikai )
38. Space.38 : Choquant ! 9 dangers continus ! (おっタマげ！危機９連発！Ottamage ! Kiki 9 Renpatsu ! )
39. Space.39 : La Grande Aventure de Persée (ペルセウス座の大冒険Peruseusu-za No Dai Bōken )
40. Space.40 : Événement d’ouverture ! Boule de mort de l'enfer (開幕！地獄のデースボールKaimaku! Jigoku no Dēsubōru )
41. Space.41 : Infiltrez-vous ! Planète Croix du Sud (突入！惑星サザンクロスTotsunyū! Wakusei Sazan Kurosu )
42. Espace.42 : Mon père ? L'univers? La résolution de Lucky (父か？宇宙か？ラッキーの覚悟Chichi ka? Uchū ka? Rakkī no Kakugo )
43. Space.43 : Le vœu lors de la nuit sainte, « Très bien, chanceux ! » (聖夜に誓うヨッシャ、ラッキーSeiya ni Chikau Yossha, Rakkī )
44. Space.44 : L'identité de Don Armage (ドン・アルマゲの正体Don Arumage no Shōtai )
45. Space.45 : La vie de Tsurugi et la crise terrestre (ツルギの命とチキュウの危機Tsurugi no Inochi à Chikyū no Kiki )
46. Space.46 : Entre espoir et désespoir (希望と絶望のはざまでKibō à Zetsubō no Hazama De )
47. Space.47 : La promesse des sauveurs (救世主たちの約束Kyūseishu-tachi no Yakusoku )
48. Space.Final : Écho dans l’Univers ! Très bien, Lucky (宇宙に響け！ヨッシャ、ラッキーUchū ni Hibike ! Yossha, Rakkī )

## Autour de la série
- La série a vu son adaptation en Power Rangers sept ans plus tard, après avoir été ignorée au profit de Ninninger, Go-Busters et Ryusoulger.
  - Power Rangers : Cosmic Fury étant l'adaptation de Kyuranger, celle-ci n'a réutilisé que les scènes de combats en robot car l'équipe est inédite.
- À ce jour, il n'existe pas de film VS Sentai entre les Kyurangers et les Zyuohgers.
- Mao Ichimichi a joué le rôle de Luka dans Kaizoku Sentai Gokaiger.
- Kyuranger est la première série Super sentai où l'équipe commence avec neuf rangers.
- C'est la première équipe de Super sentai dont l'origine des pouvoirs vient de vraies constellations. En effet, dans Carranger, les pouvoirs des héros sont liés à des constellations fictives.
- Si on excepte Mele (Gekiranger) et Mido Ninger (Ninninger) qui sont des cas à part, et des personnages comme Luka et Ahim de Gokaiger, ou Mio et Kagura de Toqger, qui peuvent changer de couleur à volonté, Hammy est la première femme a devenir une Ranger verte.
- Stinger est le premier Ranger orange dont la couleur est mentionnée dans le nom. C'est également le deuxième Ranger orange, depuis Battle Cossack, à être dans l'équipe de base.
- Dans cette série, les costumes de certains héros ont des détails physiques imposants :
  - Sasori Orange a une queue de scorpion.
  - Ôkami Blue a de la fourrure.
  - Tenbin Gold a des épaulettes.
  - Oushi Black a une plus grosse corpulence et des cornes.
  - Washi Pink a des ailes.
  - Ryu Commander a une longue veste.
  - Koguma Skyblue a une écharpe et des moufles.